# ヴィセンテ・ロペス・ポルターニャ
ヴィセンテ・ロペス・ポルターニャ（Vicente López Portaña または Vicente López y Portaña、1772年9月19日 - 1850年7月22日）は、スペインの画家である。肖像画家として知られる。

## 略歴
バレンシアで生まれた。13歳からバレンシアのフランシスコ会の修道院で働いていた画家、アントニオ・デ・ビジャヌエバ(Antonio de Villlanueva: 1714-1785)から絵を学んだ。バレンシアの美術学校、 Academia de San Carlosで学び、1889年に展覧会で1等を得て、マドリードの王立サン・フェルナンド美術アカデミーで学ぶ奨学金が与えられた。王立サン・フェルナンド美術アカデミーでは3年間、肖像画家のマリアーノ・サルバドール・マエラ(Mariano Salvador Maella:1739–1819)に学んだ。
1794年にバレンシアに戻り、バレンシアの母校の副校長を務め、翌年に結婚した。
1802年にスペイン国王カルロス4世がバレンシアを訪れた時、肖像画を描き、1814年に次の国王、フェルナンド7世に宮廷に招かれ、フランシスコ・デ・ゴヤの後任の宮廷肖像画家に任じられた。王妃マリア・イサベルや次の王妃マリア・ホセファの絵の教師も務めた。1817年に王立サン・フェルナンド美術アカデミーの校長に任じられた。
宗教画、歴史画描いたが、主にスペインの有力な人物の肖像画を描いた。1826年に、80歳になっていたゴヤの肖像画も描いた。
息子のベルナルド・ロペス・ピケール（Bernardo López Piquer:1799-1874)とルイス・ロペス・ピケール（Luis López Piquer:1802-1865)も画家になった。

## 作品

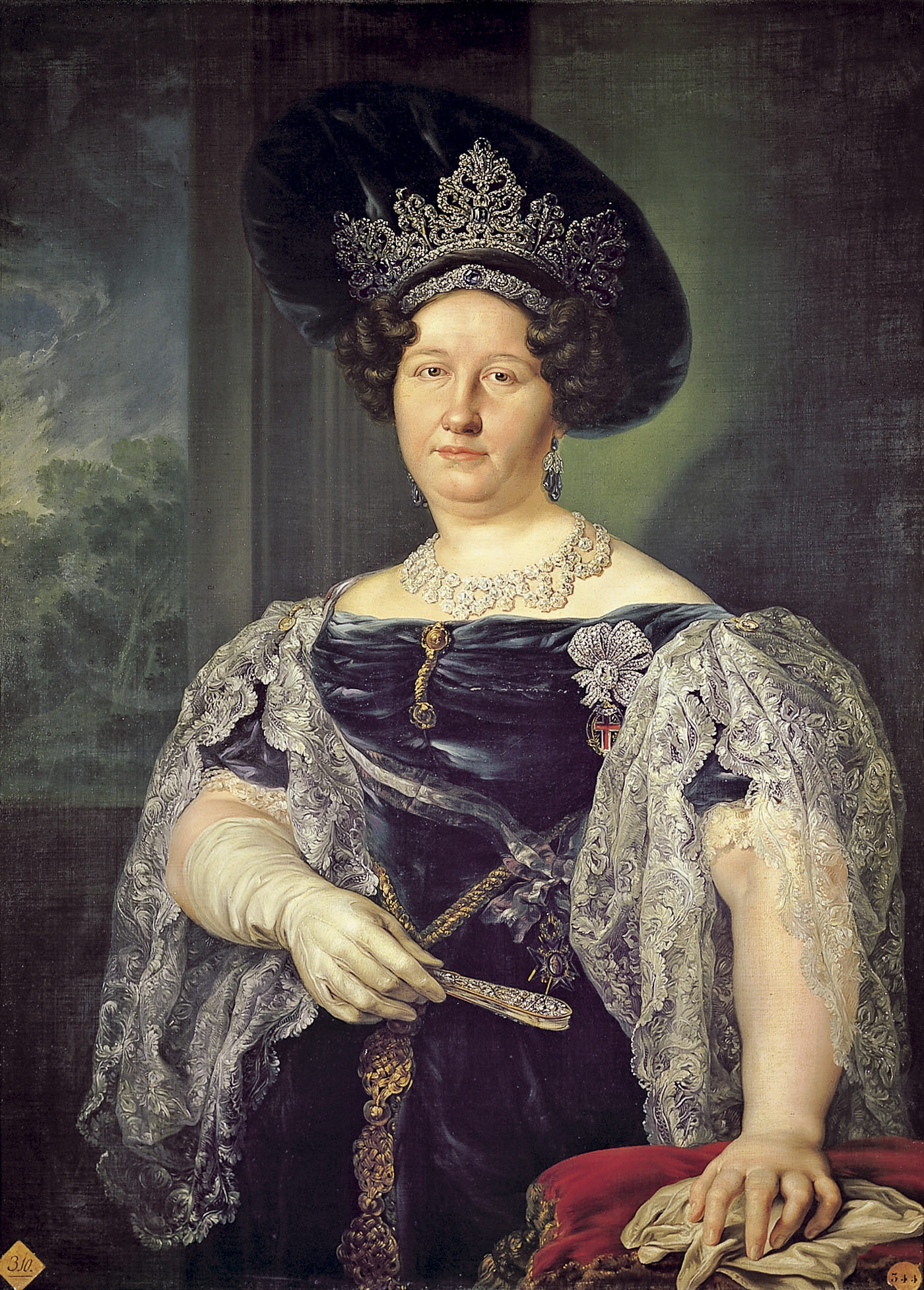
両シチリア王妃マリーア・イザベッラ・ディ・スパーニャ(1829)
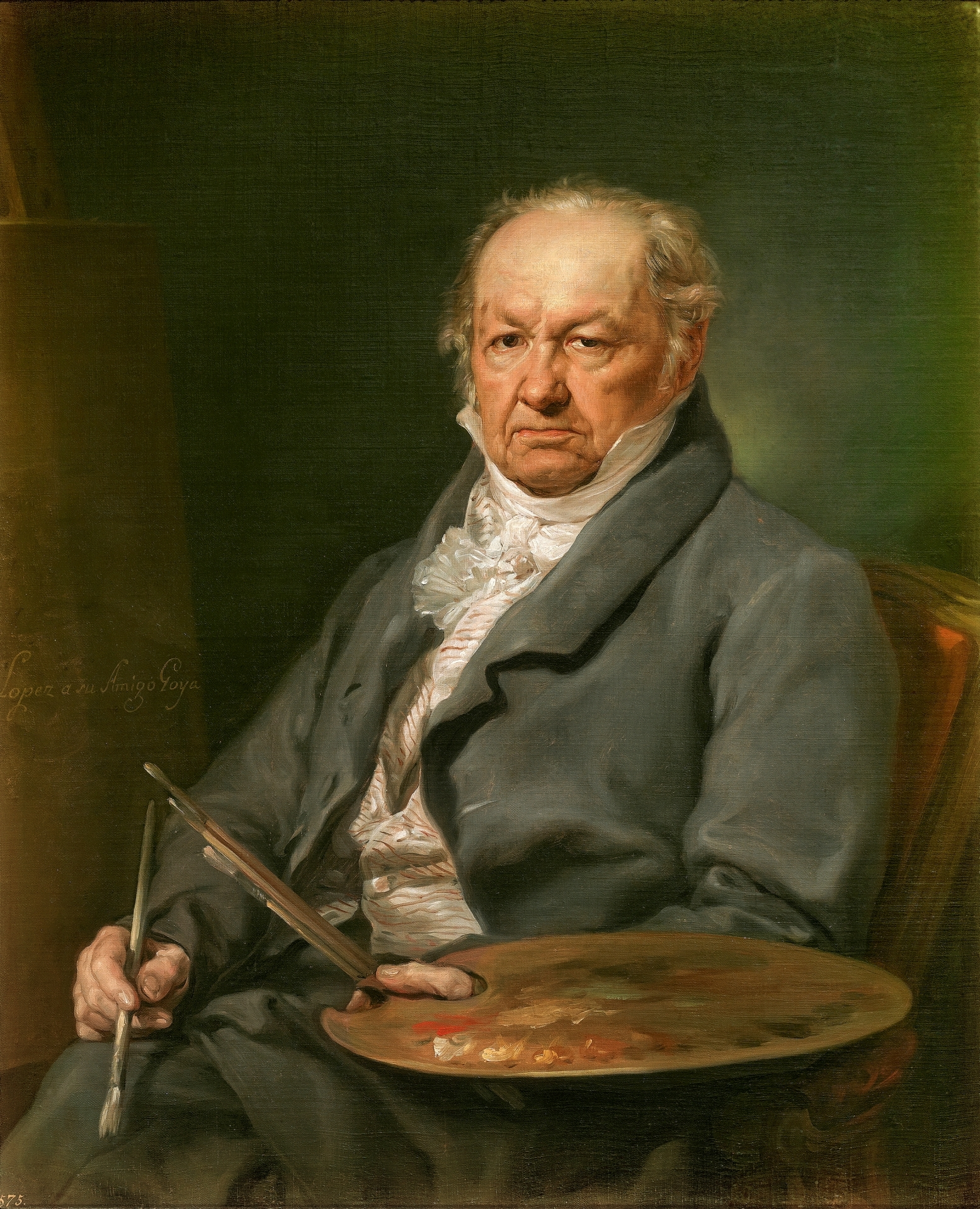
フランシスコ・デ・ゴヤ(1826)
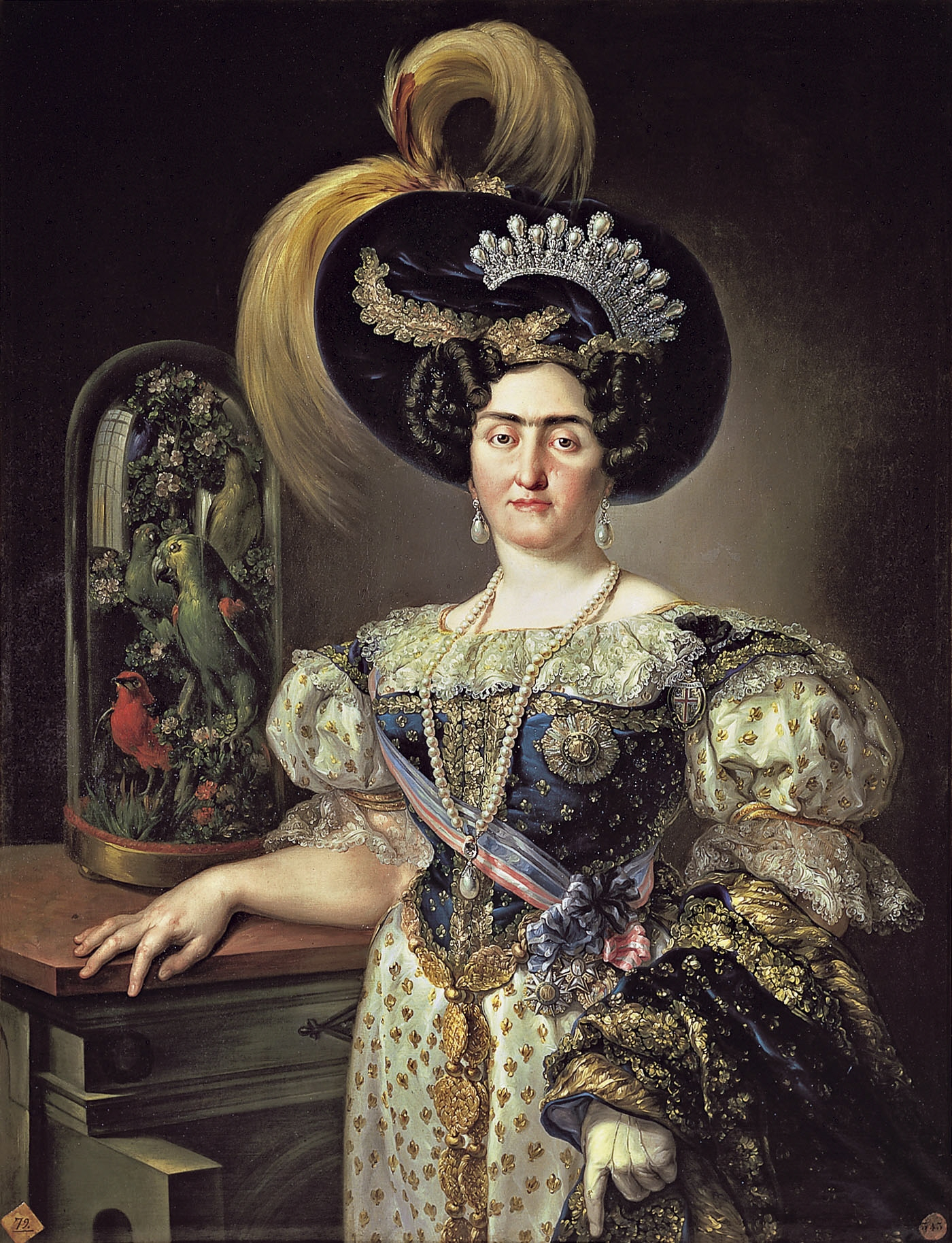
マリア・フランシスカ・デ・アシス・デ・ブラガンサ (c.1823)
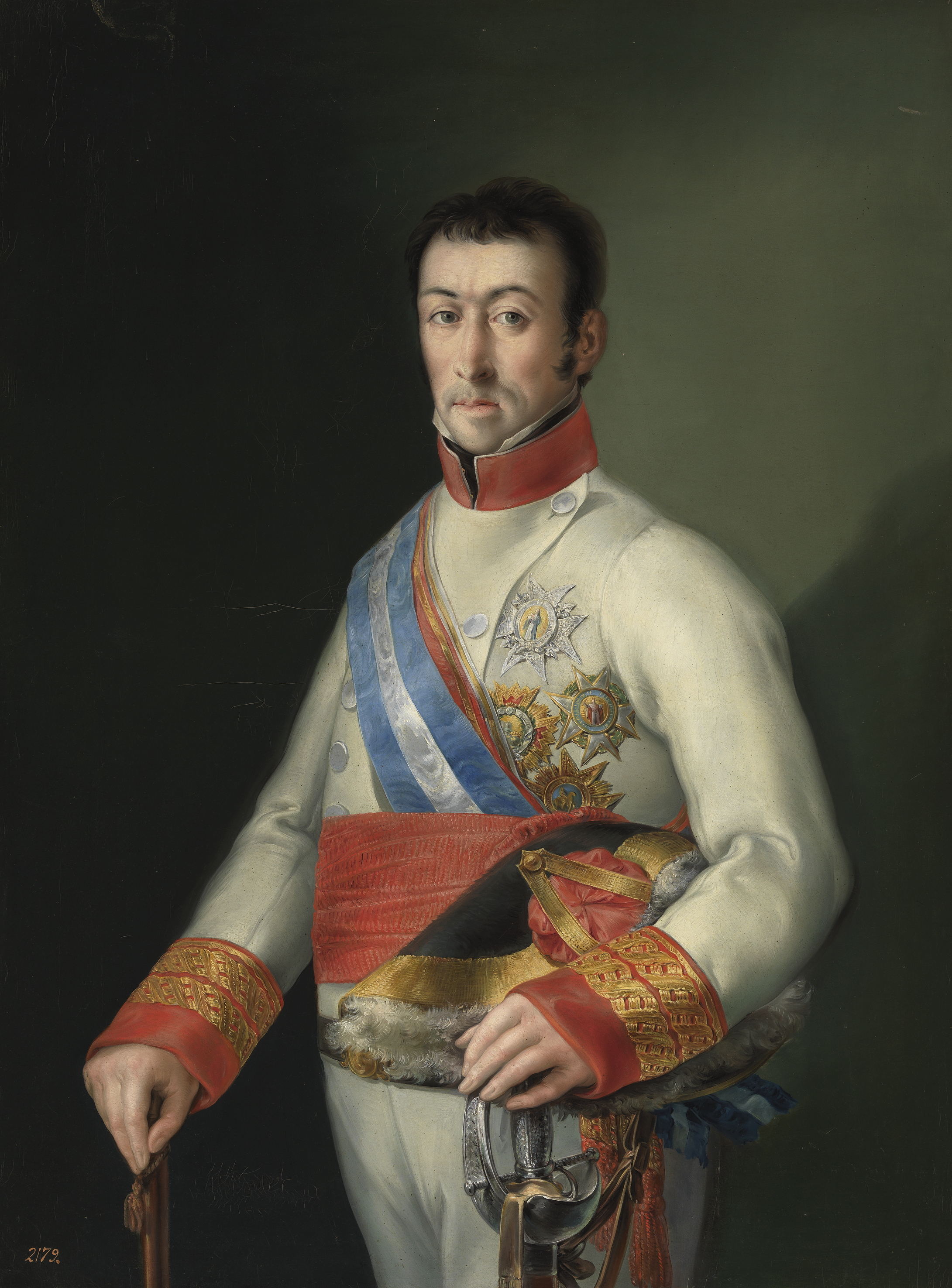
フランシスコ・ハビエル・デ・エリオ (c.1815)